# Supercoupe d'Espagne de football 1995
Navigation
Supercoupe d'Espagne 1994 Supercoupe d'Espagne 1996
La Supercoupe d'Espagne 1995 (en espagnol : Supercopa de España 1995) est la dixième édition de la Supercoupe d'Espagne, épreuve qui oppose le champion d'Espagne au vainqueur de la Coupe du Roi. Disputée en match aller-retour les 24 août 1995 et 27 août 1995, l'épreuve est remportée par le Deportivo La Corogne aux dépens du Real Madrid sur le score cumulé de 5 à 1.
Il s'agit du premier titre du Deportivo La Corogne dans cette compétition.

## Compétition
| Vainqueur Coupe      | Aller | Score | Retour | Champion en titre |
| -------------------- | ----- | ----- | ------ | ----------------- |
| Deportivo La Corogne | 3 - 0 | 5 - 1 | 2 - 1  | Real Madrid       |